# Pasaporte islandés
El pasaporte islandés es emitido a los ciudadanos de Islandia para el propósito de viajes internacionales.

## Historia
Un nuevo diseño se puso en circulación en mayo de 1987. Presenta una cubierta azul oscuro (casi negra), páginas impresas por láser, y una página laminada de información.
El primer pasaporte islandés que podía ser legibles por máquina se introdujo el 1 de junio de 1999, con una cubierta azul, una banda legible con máquina y mejoras en seguridad. Una página con un chip biométrico se añadió en mayo de 2006, y la validez fue acortada temporalmente de diez años a cinco. En junio de 2013 se reubicó el chip a la cubierta trasera y la validez se restauró a diez años.

## Aspecto físico
Los pasaportes islandeses son azules, con el escudo de armas islandés en el centro de la cubierta. Las palabras "ÍSLAND" (en islandés), "ICELAND" (en inglés) e "ISLANDE" (en francés) están inscritas por encima del escudo de armas y las palabras "VEGABRÉF" (islandés), "PASSPORT" (inglés) y "PASSEPORT" (francés) están inscritas debajo de él. Los pasaportes islandeses tienen el símbolo de los estándares biométricos en la parte inferior.
Vegabréf significa literalmente "carta de carretera" y es una palabra utilizada en Escandinavia antiguamente que significa pasaporte interno. 

### Página de Información de la identidad
El pasaporte islandés incluye los siguientes datos:
- Foto del titular del pasaporte
- Tipo (PA)
- Código (ISL)
- Núm. de pasaporte
- Apellido
- Nombre
- Nacionalidad
- Altura
- Fecha de nacimiento
- Número de código personal
- Sexo
- Lugar de nacimiento
- Fecha de expedición
- Fecha de expiración
- Autoridad

El final de la página de información contiene una zona legible a máquina.

### Ortografías diferentes del mismo nombre
Los nombres personales que contienen las letras islandesas especiales (ð, þ, æ, ö) están deletreados de la manera correcta en la zona no legible a máquina, pero están cambiados en la zona legible a máquina. ð se convierte en D, þ enTH, æ en AE, y ö en OE.
Las letras con acentos son reemplazadas por letras sencillas (p. ej., é → E).

### Idiomas
La página de información y de datos está impresa en islandés, inglés y francés.

## Viaje sin visa

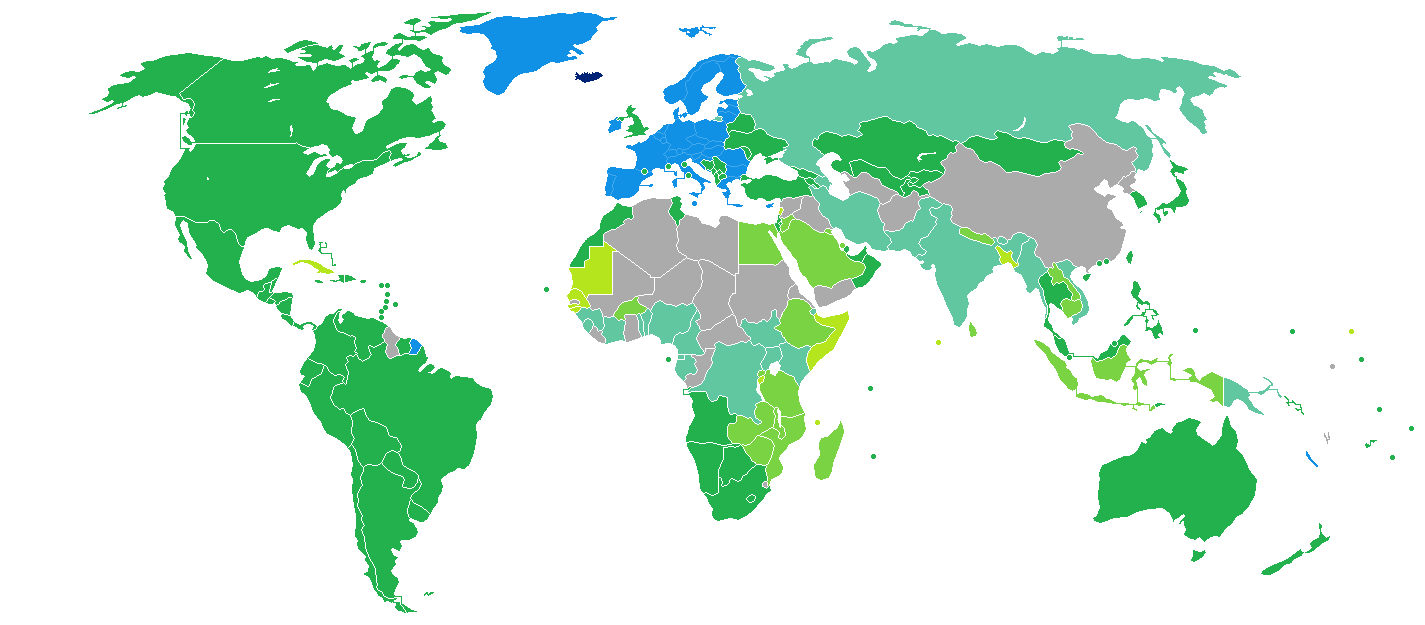
Requisitos de visado para ciudadanos islandeses
Islandia
Libertad de movimiento
No es necesaria visa
Visa al llegar
eVisa
La visa se puede conseguir en línea o al llegar
Visa required prior to arrival

A fecha del 20 de octubre de 2018, los ciudadanos islandeses tenían entrada libre de visado, o al llegar, en 181 países y territorios, dejando el pasaporte islandés como el noveno en el mundo en términos de libertad de viaje según el Índice de restricciones de visa. Además, en virtud de la afiliación de Islandia al Espacio Económico Europeo, pueden viajar a 28 Estados miembros de la Unión Europea, a Noruega, Liechtenstein, y Suiza para vivir y trabajar mientras deseen.

## Otros documentos de identidad
Dentro de Islandia y los otros países nórdicos, es suficiente con un documento de identidad islandés o una licencia de conducir. El documento nacional de identidad islandés se llama "Nafnskírteini" ("certificado de nombre"). La mayoría de personas no lo tienen y usan en cambio el carnet de conducir.